# Bis (concerto)
Um bis (do latim bis, duas vezes) é uma apresentação adicional incluída ao final de um concerto. A prática iniciou-se espontaneamente, em ocasiões em que o público permanecia aplaudindo e exigindo o retorno de um determinado artista após o término de sua apresentação.